# Aguachica (ort)
Aguachica är en ort i Colombia.   Den ligger i departementet Cesar, i den norra delen av landet, 400 km norr om huvudstaden Bogotá. Aguachica ligger 164 meter över havet och antalet invånare är 73 360.
Terrängen runt Aguachica är platt åt sydväst, men åt nordost är den kuperad. Runt Aguachica är det ganska tätbefolkat, med 90 invånare per kvadratkilometer. Aguachica är det största samhället i trakten. Omgivningarna runt Aguachica är huvudsakligen savann.